# رباط خاکستری
رباط خاکستری یک اثر تاریخی مربوط به دوره سلجوقیان - دوره صفوی است و در ۱۷ کیلومتری جنوب شهر مشهد واقع شده و این اثر در تاریخ ۸ مرداد ۱۳۸۱ با شمارهٔ ثبت ۵۹۰۴ به‌عنوان یکی از آثار ملی ایران به ثبت رسیده‌است.
این اثر تاریخی در زمان خود محل اسکان و استراحت مسافران و کاروانیان در مسیر شاهراه هرات - توس و نیشابور بوده‌است. از خصوصیات ظاهری این بنا که نخستین استراحتگاه زائران پیاده در ورودی شهر مشهد است، به سه فضای سرپوشیده و ۶ گنبد کروی شکل می‌توان اشاره کرد و همچنین در اطراف این تالار نیز غرفه‌هایی با طاق جناغی برای استراحت مسافران تعبیه شده‌است.